# Rhaunelbach
Der Rhaunelbach ist ein Bachlauf im Hunsrück im rheinland-pfälzischen Landkreis Birkenfeld, der in Rhaunen nach insgesamt etwa ostnordöstlichem Lauf von rechts in den Idarbach mündet.

## Geographie

### Verlauf
Der Rhaunelbach hat mehrere Quellbäche im Idarwald im Westen von Stipshausen. Der Ursprung des offiziellen Quellasts liegt etwa 2,7 km westlich der Ortsmitte von Stipshausen. Der hier auf etwa 650 m ü. NHN beginnende, recht einzugsgebietsarme Quellast läuft zunächst südöstlich steil hangabwärts und erreicht dann den Talgrund des von Westen nach Osten ziehenden Kappelbachs, der ein weit größeres Teileinzugsgebiet beiträgt, jedoch unbeständigen Oberlauf hat.
An einem Steinbruch am linken Hang noch im Wald vorbei erreicht der Rhaunelbach die Hottenbacher Mühlen, bei denen wiederum von rechts der nur kleine Hottenbach zufließt. Dort weicht die Waldgrenze links am Hang hoch auf diesen und der Bach wendet sich über die Gemeindegrenze von Hottenbach zu Stipshausen hinweg auf nun bis zuletzt ostnordöstlichen bis östlichen Lauf. Er passiert dann die Stipshausener Mühlen, die Lerchenmühle und die Gerwertsmühle, die alle links am Lauf liegen. Danach mündet der ebenfalls im Idarwald entspringende Kehrbach, nachdem er zuletzt Stipshausen durchlaufen hat. Weiter abwärts an der Gemeindegrenze Stipshausens zu Rhaunen mündet mit dem Wolfsbach der zweite linke Zufluss aus dem Westen.
Danach durchquert der Rhaunelbach in einem offenen Auenstreifen ein kleines Waldgebiet, wonach sich erst der linke Hang am Bad von Rhaunel kurzzeitig  öffnet, danach beständig der rechte. Schon innerhalb der Ortsgrenze von Rhaunel nimmt er dann mit dem Lingenbach seinen längsten Zufluss von rechts und aus dem Südwesten auf, der tiefer als die bisherigen Bergbäche schon im Vorland des Idarwaldes entspringt. Nachdem er Rhaunen und seinen Ortskern durchquert und dort die Landesstraße L 162 gekreuzt hat, mündet der Rhaunelbach schließlich auf etwa 320 m ü. NHN von rechts in den Idarbach.
Der 8,7 km lange Rhaunelbach mündet etwa 330 Höhenmeter unterhalb seines Ursprungs, sein mittleres Sohlgefälle liegt somit bei etwa 38 ‰.

### Einzugsgebiet
Die prominenteste Wasserscheide des 18,3 km² großen des Rhaunelbach-Einzugsgebiets ist seine nordwestliche auf dem Kamm des Idarwaldes, die zweimal Höhen von etwa 750 m ü. NHN erreicht, an der Westspitze und am Nordrand auf dem 745,7 m ü. NHN hohen Idarkopf.
Reihum grenzen die Einzugsgebiete der folgenden Nachbargewässer an das des Rhaunelbachs:
- Hinter diesem Idarwald-Kamm im Nordwesten sammelt der rechte Hauptstrang-Oberlauf Altbach des Idarbachs den Abfluss zur Gegenseite;
- im Osten mündet kurz nach dem Rhaunelbach der Näsbach in den Idarbach;
- im Süden liegt das Quellgebiet des Hosenbachs, der in den unteren Fischbach mündet, wie der Idarbach (dieser über den Hahnenbach) ein Zufluss der Nahe;
- im Westsüdwesten liegt das Quellgebiet des Ebesbachs, der höher in den Fischbach mündet;
- im Südwesten laufen dessen zwei kurze höchste linke Zuflüsse zum Fischbach.

### Zuflüsse
Hierarchische Liste der Zuflüsse, jeweils vom Ursprung zur Mündung. Auswahl.
- Kappelbach, von rechts auf etwa 580 m ü. NHN noch vor dem Stipshausener Steinbruch, 0,9 km und 1,8 km².
Der Rhaunelbach selbst ist bis dorthin erst 0,6 km lang und hat erst 0,1 km an Einzugsgebiet akkumuliert.
- Hottenbach, von rechts auf etwa 480 m ü. NHN bei den Hottenbacher Mühlen, 0,4 km und 0,6 km².
- Kehrbach, von links auf etwa 395 m ü. NHN östlich von Stipshausen, 2,6 km und 1,5 km².
- Wolfsbach, von links auf etwa 371 m ü. NHN, 2,1 km und 3,1 km².
- Lingenbach, von rechts auf etwa 329 m ü. NHN am Ortsanfang von Rhaunen, 3,4 km und 3,8 km².

## Geschichte
Früher wurde er auch die Raunel genannt. Die Raunel wurde für viele Unbill verantwortlich gemacht, so sei ihr angeblich verschmutztes Wasser für die Typhusepidemie Anfang des 20. Jahrhunderts in Rhaunen verantwortlich gewesen. Da sich der Bach bei andauernden Regenfällen vom träge dahinplätschernden Gewässer durchaus in einen reißenden Strom verwandeln kann, fließt er jetzt innerhalb der Ortslage, zum Hochwasserschutz, in einem Betonbett. Teilweise ist er, um den Erfordernissen des Verkehrs gerecht zu werden, komplett überbaut. Da die Rhauner wohl früher gerne in ihren Rhaunelbach spuckten, nennt man sie auch die „Bachspauzer“. Eine Figur am Bachgeländer erinnert daran.
Der Sage nach hat die Raunel auch eine Tochter, genannt „Runia“. Dies ist eine mysteriöse Gestalt, welche gerne die Missstände in Rhaunen anprangert.